# Пустобаев, Дмитрий Гаврилович
Дмитрий Гаврилович Пустобаев — советский хозяйственный, государственный и политический деятель, Герой Социалистического Труда.

## Биография
Родился в 1927 году в Муйнаке. Член КПСС.
Военнослужащий Советской армии, механик-водитель танка. С 1951 года — на хозяйственной, общественной и политической работе. В 1951—1986 гг. — механизатор, машинист гусеничного крана совхоза «Красноармейский» Красноармейского района Краснодарского края, экскаваторщик бригадир передвижной механизированной колонны № 11 треста «Приазоврисстрой» Министерства мелиорации и водного хозяйства РСФСР Красноармейского района Краснодарского края.
Указом Президиума Верховного Совета СССР от 8 апреля 1971 года присвоено звание Героя Социалистического Труда с вручением ордена Ленина и золотой медали «Серп и Молот».
Делегат XXV съезда КПСС.
Умер в Краснодаре в 1986 году.